# Andreas Schmidt (football)
Pour les articles homonymes, voir Schmidt et Andreas Schmidt.
Andreas Schmidt est un footballeur allemand né le 14 septembre 1973 à Berlin.

## Carrière
- 1991–2008 : Hertha BSC Berlin  Allemagne

## Sélections
- 4 sélections (0 but) avec l'équipe B d'Allemagne
- 1 sélection (0 but) avec l'équipe d'Allemagne espoir